# Mehdi Norowzian
Mehdi Norowzian (persisch مهدی نوروزیان; * 30. April 1958 in Teheran im Iran) ist ein britisch-iranischer Filmregisseur, Filmproduzent und Drehbuchautor, der 2000 für einen Oscar nominiert war.

## Biografie
Nach seinem Bachelor of Arts (B.A.) (Hons) in Bildender Kunst an der Hornsey School of Art studierte Mehdi anschließend Filmwissenschaften am Royal College of Art in London. Mehdi ist seit vielen Jahren ein A-List-Regisseur und wurde von D&AD zu einem der dreißig besten Werberegisseure ernannt.
Norowzian, der ein preisgekrönter Werberegisseur ist, führte 1997 erfolglos eine Klage gegen Guinness wegen Urheberrechtsverletzung, wobei es um Ähnlichkeiten zwischen deren Anticipation-Werbekampagne von 1994 mit Norowzians Kurzfilm Joy ging, den er 1992 an eine Reihe von Werbeagenturen verteilt hatte.
Nachdem Norowzian einige Kurzfilme und zwei Folgen einer Fernsehserie produziert hatte, entstand 1999 der Kurzfilm Killing Joe für und mit dem er gemeinsam mit dem Produzenten des Films Steve Wax eine Oscarnominierung erhielt. Im Film geht es um einen Dreizehnjährigen, der sich in eine ältere Frau verliebt und John F. Kennedy verehrt. Der Oscar ging jedoch an Barbara Schock und Tammy Tiehel und deren Film My Mother Dreams the Satan’s Disciples in New York. Der Film zeigt auf, dass die Annäherung einer Hausfrau aus dem Mittleren Westen der USA und einer Gruppe von Motorradfahrern, der „Hell’s Angels“, durchaus möglich ist.
Bei dem Filmdrama Leo – Der Mörder und das Kind (2002) mit den Hauptdarstellern Joseph Fiennes, Elisabeth Shue und Sam Shepard führte Norowzian Regie. Es war sein Spielfilmdebüt. Darin werden zwei Geschichten erzählt, einmal die eines entlassenen Häftlings, der in einem heruntergekommenen Diner arbeitet und ein anderes Mal die Geschichte einer nervlich angespannten Ehefrau aus der Vorstadt, deren Leben in einer Tragödie endet.
Ein weiterer Film Norowzians ist das Sci-Fi-Drama A Time in Eternity, in dem eine Frau unermüdlich auf der Suche nach ihrem verschwundenen Ehemann ist, obwohl dies, wie es scheint, vergeblich ist. Das verschlechtert nicht nur die Beziehung zu ihrer Tochter, zusätzlich muss die Frau sich auch noch mit den unerwünschten Annäherungen ihres in sie verliebten Schwagers auseinandersetzen.

## Filmografie (Auswahl)
- 1991: Relax (Kurzfilm; Produzent)
- 1992: Kiss (Kurzfilm; Produzent)
- 1992: Liquid Television (Fernsehserie; Produzent) 2 Folgen S2/E3 What Up Dog und S2/E4 Earth to Doris
- 1999: Killing Joe (Kurzfilm; Regie)
- 2002: Leo – Der Mörder und das Kind (Regie)
- 2025: A Time in Eternity (Regie, Produzent, Co-Autor)

## Auszeichnungen
- Atlanta Film Festival 1999: Gewinner des Jury Awards für und mit Killing Joe in der Kategorie „Beste Geschichte“
- Oscarverleihung 2000: Oscarnominierung für und mit Killing Joe in der Kategorie „Bester Kurzfilm“ (gemeinsam mit Steve Wax)